# Pterocheilus fausti
Pterocheilus fausti är en stekelart som beskrevs av Morawitz. Pterocheilus fausti ingår i släktet palpgetingar, och familjen Eumenidae.

## Underarter
Arten delas in i följande underarter:
- P. f. paravespoides
- P. f. aurantiopictus